# 駒門駐屯地
駒門駐屯地（こまかどちゅうとんち、JGSDF Camp Komakado）は、静岡県御殿場市駒門5-1に所在し、機甲教導連隊等が駐屯する陸上自衛隊の駐屯地である。
最寄の演習場は東富士演習場と北富士演習場。駐屯地司令は、機甲教導連隊長が兼務。

## 沿革
大日本帝国陸軍
- 1936年（昭和11年）4月：陸軍の富士裾野演習場駒門廠舎として建設。
- 1943年（昭和18年）8月：陸軍の重砲兵学校富士分教場が開校。

進駐アメリカ陸軍
- 戦後、進駐アメリカ陸軍が駐留し「サウスキャンプ」と呼ばれる。

陸上自衛隊駒門駐屯地
- 1960年（昭和35年）
  - 3月15日：

  1. 駒門駐屯地として発足[1]。
  2. 第105教育大隊が武山駐屯地から駒門駐屯地板妻分屯地へ移駐。
  3. 第106教育大隊が武山駐屯地から駒門駐屯地へ移駐。
  4. 発足当初の駐屯部隊は第105教育大隊（板妻分屯地）、第106教育大隊、駒門駐屯地業務隊、会計隊、基地通信隊、警務隊。

  - 4月：

  1. 第3陸曹教育隊が新町駐屯地から移駐。
  2. 第317地区施設隊が勝田駐屯地から移駐。
- 1961年（昭和36年）
  - 3月25日：富士燃料出張所が富士駐屯地から移駐。
  - 8月17日：第317地区施設隊が北富士駐屯地に移駐。
  - 12月：第105教育大隊が駒門駐屯地板妻分屯地から武山駐屯地に移駐。
- 1962年（昭和37年）
  - 1月18日：第1特科連隊主力が宇都宮駐屯地から移駐、第1特科連隊長を駐屯地司令職に職務指定。
  - 1月20日：第1戦車大隊が相馬原駐屯地から移駐。
  - 8月15日：部隊新編および移駐。

  1. 第1機甲教育隊（第1～第3陸曹教育中隊および第4～第6陸士教育中隊の6個中隊編成）が第106教育大隊と第3陸曹教育隊の各機甲教育中隊を基幹として編成完結[2]。
  2. 第3陸曹教育隊が板妻駐屯地に移駐。
- 1964年（昭和39年）8月1日：第106教育大隊が廃止。
- 1969年（昭和44年）3月25日：第1特科連隊第6大隊が宇都宮駐屯地から移駐。
- 1992年（平成04年）3月27日：第1特科連隊第6大隊を廃止し、第1高射特科大隊として新編。
- 2001年（平成13年）3月26日：第352施設中隊が、習志野駐屯地から移駐し、第364施設中隊に改編。
- 2002年（平成14年）3月27日：部隊改編。

1. 第1特科連隊が第1特科隊に縮小改編し、北富士駐屯地へ移駐。
2. 戦車・高射・施設の整備要員を集約した各直接支援隊を新編。
3. 第1機甲教育隊長を駐屯地司令に職務指定。

- 2005年（平成17年）3月    ：静岡地方連絡部（現地方協力本部）富士地域援護センター（板妻駐屯地）が移駐。
- 2007年（平成19年）3月28日：国際活動教育隊が新編。駐屯地司令職を第1機甲教育隊長から国際活動教育隊長に移管。
- 2015年（平成27年）3月26日：東部方面会計隊の改編に伴い、第410会計隊が廃止され、第433会計隊駒門連絡班が配置される。
- 2018年（平成30年）3月27日：部隊の移駐。

1. 第4施設群第364施設中隊が座間駐屯地に移駐。
2. 東部方面後方支援隊第102施設直接支援大隊第1直接支援中隊駒門派遣隊が座間駐屯地に移駐。

- 2019年（平成31年）3月26日：部隊改編。

1. 機甲教導連隊を新編。富士教導団隷下の戦車教導隊・偵察教導隊が移駐し、第1機甲教育隊と統合し改編[3]。
2. 駐屯地司令職務を国際活動教育隊長から機甲教導連隊長に移管。

- 2022年（令和4年）3月16日：部隊改編。

1. 第1戦車大隊が廃止。
2. 第1後方支援連隊第2整備大隊戦車直接支援隊が廃止。

## 駐屯部隊・機関

### 防衛大臣直轄部隊・機関
- 陸上自衛隊富士学校
  - 富士教導団
    - 機甲教導連隊
- 警務隊
  - 東部方面警務隊
    - 第128地区警務隊
      - 駒門連絡班

### 陸上総隊隷下部隊
- 国際活動教育隊

### 東部方面隊隷下部隊・機関
- 第1師団
  - 第1高射特科大隊
  - 第1後方支援連隊
    - 第2整備大隊
      - 高射直接支援隊：第1高射特科大隊を支援
- 東部方面システム通信群
  - 第105基地システム通信大隊
    - 第305基地システム通信中隊
      - 駒門派遣隊
- 東部方面会計隊
  - 第433会計隊
    - 駒門連絡班
- 駒門駐屯地業務隊
- 陸上自衛隊関東補給処
  - 富士燃料出張所

### 共同の機関
- 自衛隊静岡地方協力本部
  - 富士地域援護センター

## 最寄の幹線交通
- 高速道路：東名高速道路御殿場IC、裾野IC
- 一般道：国道246号、国道469号、静岡県道155号滝ケ原富士岡線、静岡県道394号沼津小山線
- 鉄道：JR御殿場線富士岡駅
- 路線バス：富士急モビリティ特別支援学校線、三島線大坂停留所
- 港湾：清水港（国際拠点港湾）、田子の浦港（重要港湾）、横浜港（国際戦略港湾）
- 飛行場：羽田空港